# هارمونيكس ميوزيك سيستمز
هارمونيكس ميوزيك سيستمز (Harmonix Music Systems) هي شركة أمريكية لتطوير ألعاب الفيديو، من أشهر ألعابها: جيتار هيرو. تأسست في سنة 1995 يقع مقرها في كامبريدج (ماساتشوستس). وهي معروفة بلعبة إيقاعية.

## الألعاب
- جيتار هيرو
- فيوزر
- فانتاسيا: ميوزيك إفولفد[الإنجليزية]
- فركونسي (لعبة فيديو)[الإنجليزية]
- أمبليتيود (لعبة فيديو)[الإنجليزية]
- كاريوكي ريفولوشن[الإنجليزية]
- آيتوي: أنتيجراف[الإنجليزية]
- جيتار هيرو 2[الإنجليزية]
- فيز (لعبة فيديو)[الإنجليزية]
- روك باند (لعبة فيديو)[الإنجليزية]
- روك باند 2[الإنجليزية]
- روك باند أنبلاجد[الإنجليزية]
- ذا بيتلز: روك باند[الإنجليزية]